# Jedi
Jedi ([džedáj], v množném čísle Jediové [džedájové], adjektivum jediský [džedájský]) je fiktivní náboženská organizace a rytířský řád z filmové ságy Star Wars. Příslušníci řádu Jedi ovládají mystickou Sílu (v originále Force), jež jim propůjčuje různé psionické schopnosti, a jejich symbolem jsou světelné meče. Ve světě Star Wars vystupují jako zapřisáhlí ochránci galaktické Republiky, která je považována za záruku svobody a demokracie v unii různorodých planet většiny galaxie, a chrání ji proti vnějším i vnitřním hrozbám. Na základě filmové předlohy vzniklo i recesistické náboženství (jediismus) v reálném světě.

## Vývoj konceptu Jediů
Řád Jedi byl poprvé představen v roce 1977 ve sci-fi filmu George Lucase Star Wars: Epizoda IV – Nová naděje jako řád bojovníků, ochraňující za pomocí mystické Síly mír a spravedlnost v galaxii. Odmítají však být válečníky nebo vojáky, neboť to odporuje jejich přesvědčení. Jeden z posledních žijících Jediů Obi-Wan Kenobi vysvětlil, že byl řád Jedi zničen Impériem, sithskou diktaturou, před téměř dvaceti lety, a rozhodl se vycvičit poslední naději řádu Luka Skywalkera v užívání Síly, aby se utkal s Impériem, ztělesněným robotickým člověkem Darth Vaderem a Imperátorem. Luke výzvu přijal, stal se Jediem a v epizodě V podstoupil intenzivní trénink u posledního jediského mistra Yody na Dagobahu. Mistr Yoda Luka varoval před pokušením Temné strany Síly, jež Jedie ohrozí prostřednictvím „strachu, nenávisti a násilí“ jako rychlejší, snadnější a svůdnější cesta k dosažení cíle, kterou zvolil kdysi Vader, Lukův otec. V epizodě VI Luke odolal pokušení Temné strany při konfrontaci se svým otcem a císařem a objevil způsob, jak svému otci pomoci k návratu na světlou stranu.
Ve druhé trilogii je řád představen v podobě, jak fungoval před nástupem Impéria, jako početný řád mírotvorců a vyjednavačů. Potýkal se s nárůstem vlivu Temné strany a návratem Sithů. Mistr Qui-Gon Jinn nalezl chlapce, o němž byl přesvědčený, že je „vyvolený“ k obnově rovnováhy v Síle. Mladý Anakin Skywalker byl poté přidělen Obi-Wanovi jako jeho padawan. Bylo zde také zdůrazněno, že každý Jedi smí cvičit pouze jednoho padawana naráz. V epizodě II o deset let později je zdůrazněn zákaz emočních vazeb na rodinu, blízké či majetek, včetně zákazu milostných vztahů a sňatků. Anakin porušil kodex řádu tím, že se nejprve zamiloval, a poté podlehl po smrti své matky emocím a vybil z pomsty celý klan písečných lidí. Toho zneužil v epizodě III nejvyšší kancléř Palpatine alias sithský lord Darth Sidious, jenž mladého Skywalkera dále nahlodával příslibem obrovské moci, která mu umožní zachránit jeho milovanou před „jistou smrtí“, jež jí hrozila dle jeho vizí. Nakonec v této snaze Palpatine uspěl a z Anakina učinil svého učedníka, Dartha Vadera. Touto událostí bylo odstartováno velké vyhlazení Jediů nechvalně známým rozkazem 66, o němž se v epizodě IV zmínil Obi-Wan, který popravy Jediů jako jeden z mála přežil.
Celá dlouhá historie řádu je nastíněna níže a byla zaznamenána prostřednictvím literatury, počítačových her, apod.

## Kodex rytířů Jedi
Ačkoliv nebylo znění kodexu ani jednou ve filmech George Lucase představeno (bylo na něj pouze několikrát odkazováno), je obecně přijato toto znění:
| Česky | Anglicky |
| --- | --- |
| Není emocí, pouze míru. Není nevědomosti, pouze poznání. Není vášně, pouze klidu. Není chaosu, pouze harmonie. Není smrti, pouze Síly. | There is no emotion, there is peace. There is no ignorance, there is knowledge. There is no passion, there is serenity. There is no chaos, there is harmony. There is no death, there is the Force. |

- Čtvrtý řádek bývá v některých výkladech vynecháván.

Kodex byl v tomto znění sepsán legendárním mistrem Odan-Urrem v post-manderonském období na základě starších, méně srozumitelných verzí.
V době druhé filmové trilogie Star Wars (epizody I až III) byl výklad kodexu velmi přísný a důsledný. Jindy však býval vykládán volně, jako např. během obnovy řádu Jedi po zničení druhé Hvězdy smrti pod vedením velmistra Luka Skywalkera.

## Organizace řádu
Řád Jedi má vlastní strukturu, jejíž čelo tvoří Rada Jediů. V řádu existovalo i několik „pomocných jediských rad“ a nižších orgánů, jež se zabývaly každá svou agendou.

### Rada Jediů
Rada byl nejvyšší výkonný orgán řádu a byla zodpovědná za řízení řádu a za správu objektů (akademie, chrámy a základny jediských speciálních sborů). Členové rady také sloužili jako poradní sbor kanceláře republikového Nejvyššího kancléře a v dřívějších dobách formálně dohlíželi na činnost chrámů a akademií na jiných planetách. Rada měla celkem dvanáct členů, zpravidla z řad nejmoudřejších a nejzkušenějších mistrů. Pět členů působilo doživotně, čtyři byli v radě dlouhodobě s možností odstoupit na vlastní žádost a tři členové byli voleni ostatními Jedii na pevně dané funkční období. Rozhodnutí rady Jediů bylo konečné a pro ostatní Jedie závazné.
- Rada prvotního poznání (Council of First Knowledge) – tvořena pěti mistry (jeden stálý, ostatní voleni na pět let). Byla zodpovědná za uchování úrovně jediského učení, za eliminaci učení vedoucího k temné straně Síly a za správu jediských knihoven, archivu a komory holokronů.

Shromáždění bibliotékařů - zodpovídalo za správnost a úplnost jediského archivu v chrámu.
- Rada smíření (Council of Reconciliation) – tvořena pěti mistry konzuly, kteří vedli politická vyjednávání v senátu i mimo něj. Dva byli stálí členové a tři volení členové se střídali často dle potřeby kvůli stanovisku Jedie, který problematice rozuměl. Dále byla rada zodpovědná za disciplinární trestání Jediů, kteří spáchali zločin, dopustili se odštěpenectví nebo dokonce propadli temné straně Síly. Její rozhodnutí bylo konečné.
- Rada přeřazení (Council of Reassignment) – byla tvořena pěti mistry (dva stálí, tři volení na pět let) dohlížejícími na činnost Jediských speciálních sborů. Sledovali plnění studijních povinností učedníků Jedi a pokud shledali, že někdo studium zanedbává, propadl při začátečnických zkouškách nebo nebyl do určité lhůty (do 13 let) vybrán za padawana, rozhodli o jeho dalším osudu, nejčastěji ho přidělili k některému z Jediských sborů.

Jediské speciální sbory (Jedi Service Corps) - patřili sem většinou neúspěšní učedníci studia Síly. Mnoho jich považovalo přeřazení sem za neúspěch, zklamání a potupu, ovšem ostatní Jediové považovali jejich náplň za velmi potřebnou a užitečnou. Jelikož sbory spadaly pod řád Jedi, byli členové sborů v galaxii nadále považováni za plnohodnotné Jedie, i když se jim prakticky uzavřela cesta k dalšímu poznání Síly. Sbory často spolupracovaly s republikovými civilními organizacemi s podobnými úkoly a byly celkem čtyři:
Zemědělské sbory - největší ze všech. Někteří Jediové odcházeli do tohoto sboru i dobrovolně, neboť umožňovala konat přímou službu běžným občanům např. při rozsáhlých přírodních katastrofách, nebo je prostě zajímalo zemědělství více než boj se světelným mečem. Konečné slovo ale měla Rada.
Zdravotnické sbory - členové sloužili jako servisní pracovníci a asistenti jediských léčitelů ve válečných zónách nebo v místech postižených rozsáhlou přírodní katastrofou. Kvalita byla srovnatelná s nejdražšími komerčními klinikami.
Vzdělávací sbory - nejmenší speciální sbor, kterou tvořili spíše mistři a jediové než propadlíci a neúspěšní padawani. Zájemci absolvovali v chrámu několikaleté studium pedagogiky a pak poskytovali vzdělání v chudých a problémových končinách galaxie nebo nadále působili v chrámu jako archiváři a tlumočníci.
Průzkumné sbory - členové tohoto sboru neměli jako jediní v chrámu vyhrazeny vlastní prostory, protože většinu života trávili na průzkumných lodích a v neznámých regionech galaxie, kde prováděli geografický, etnografický, biologický a archeologický výzkum.

### Tituly

#### Mladý Jedi (Youngling)
Děti přijaté ke studiu Síly do chrámu byly vytrženy od svých rodin, aby se předešlo silným citovým vazbám. Denní režim začínal snídaní a výukou v klanech (třídách), doplněnou politickými a společenskými vědami. Po obědě následoval tvrdý kondiční trénink a během celého dne se účastnili aspoň pěti společných meditací. Začínali studiem kodexu a tří pilířů Jediů: o Síle, o vědění a o sebekázni. Dále se očekávala znalost chrámu, filozofie, tradic a dějin řádu. V klanech se učili podporovat se navzájem a jakmile pokročili z druhého na třetí pilíř, začali se učit používat malý, speciálně upravený dětský světelný meč. Po absolvování šesti lekcí boje skládali začátečnickou zkoušku.
Ta byla několikastupňová. První zkouška se týkala kodexu a jeho pochopení. Druhá sestávala dříve z konstrukce vlastního světelného meče, ale v době filmové hexalogie byla již dávno nahrazena testem sebekontroly a meditace. Třetí zkouška byla pro každého Jedie jiná a museli sami vykonat úkol, aby dokázali, že umí bojovat a ovládat Sílu.
Úspěšní studenti čekali na výběr na pozici padawana. Pokud u zkoušky propadli nebo nebyli před 13. rokem věku vybráni za padawana, byli zpravidla Radou přeřazení odesláni do některého Jediského sboru. Možnost opravy byla další rok, během kterého však nesměli studovat Sílu. Existovala ještě možnost řád opustit úplně a vrátit se ke své rodině.

#### Padawan
Padawan je učedník podstupující intenzivní trénink pod Rytířem nebo Mistrem Jedi. Způsob výběru i výcviku se v historii několikrát změnil, avšak v době filmové hexalogie směl jeden Jedi mít pouze jednoho padawana. V blíže nespecifikovaný moment Rada Jediů stanovila limit 13 let věku, dokdy smí být student za padawana vybrán. K výběru obvykle pomáhal každoroční turnaj v boji se světelným mečem, povinný pro mladé Jedie, kteří úspěšně složili začátečnické zkoušky. Jediové se zájmem sledovali jejich schopnosti a pak vyžadovali další reference, aby zjistili, zda daná osoba vůbec bude vyhovovat. Vybraní Padawani pak byli označení copem na pravé straně hlavy, nebo (pokud daný padawan nebyl lidské rasy) řetízkem z korálků nošeným na hlavě (např. Ahsoka Tano).
Svazek mistra a padawana pak formálně stvrdila Rada Jediů. Učedník po dohodě s budoucím mistrem vešel do meditační kaple chrámu a pak spolu s ním předstoupil před Radu, kde složil přísahu věrnosti řádu, Síle, Republice a svému mistrovi. Až na pár výjimek Rada do výběru nezasahovala, pouze někdy mistrovi přidělila padawana příkazem. Padawan pak několik let doprovázel svého mistra na jeho mise, ať už byly jednoduché nebo nebezpečné, aby získal praktické zkušenosti a zvykal si na život mimo chrám. Teorii studoval distančně; prezenčně jen když byl s mistrem zrovna v chrámu nebo to dostal příkazem. Zde měli i možnost absolvovat soukromé lekce u jiných mistrů. Padawan cvičil hlavně smyslové vnímání okolí Silou, vycházející z lekcí o sebekázni. Součástí výcviku bylo už také hledání vhodného krystalu na Ilumu a konstrukce vlastního světelného meče.
Jakmile si byl mistr jistý, že je padawan připravený, kontaktoval Radu, aby stanovila termín rytířské zkoušky. Po ruusanské reformě byla sjednocena do podoby pěti dílů: První testovala boj, důvtip a sebekázeň duelem s mistrem, v zápasu s několika oponenty nebo v boji beze zbraně. Druhá část byla zkouškou odvahy a měla podobu samostatného nebezpečného úkolu. Třetí část byla zkouškou utrpení. Padawan byl vystaven intenzivní bolesti, např. mučení. Byla považována za nejtěžší a občas docházelo ke smrti nebo vážnému zranění. Čtvrtá část byla zkouškou sebe sama. Padawan nahlédnul do svého nitra a upadl do transu. Za přítomnosti svého mistra (z bezpečnostních důvodů) v sobě nalézal temná místa a čelil jim. Poslední byla zkouška vhledu, aby rozeznal skutečnost od přeludů. Pokud padawan porazil sithského lorda, byl mu titul Jedi přiznán ihned, protože tím v očích ostatních Jediů vykonal všechny díly zkoušky naráz. Pokud z boje odešel poražen, počítaly se jen první tři části.
Po úspěšném složení zkoušek stanovila Rada datum pasování na rytíře. Neúspěšní padawané směli zkoušky opakovat, nebo byli přeřazeni do Jediských sborů. Když byl padawan pro nějakou rozvinutou schopnost výjimečný, získal i přes neúspěch titul Jedi také, ale zpravidla pak nebyl Radou vysílán na samostatné mise.

#### Rytíř Jedi
Po složení rytířské zkoušky byl padawan slavnostně prohlášen Radou za rytíře Jedi. Den před pasováním trávil noc o samotě v jedné z věží a pak vstoupil do středu sálu rytířství, kde čekali v kruhu jeho mistr, členové Rady (pokud nebyl někdo přítomen, zastoupil ho někdo z ostatních rad) a ostatní mistři, u nichž absolvoval soukromé lekce. Padawan poklekl směrem k velmistrovi, zatímco ostatní zapnuli světelné meče a namířili na jeho ramena. Po odrecitování proslovu velmistr padawana symbolicky pasoval na rytíře jemným dotekem čepele o obě ramena a odsekl mu copánek padawana. Poté ceremoniál skončil a všichni se rozešli. V dobách války se tato tradice z důvodu nepřítomnosti většiny mistrů v chrámu či dokonce samotného padawana nekonala a ceremoniál provedl jeho mistr se souhlasem Rady sám na jiném místě.
Od rytíře se očekávalo, že bude nadále plně sloužit řádu a Republice samostatnými úkoly zadanými Radou, a že bude sám pokračovat v hlubším studiu Síly a zdokonalovat své dovedností. Po pasování si rytíř zvolil na základě svého přesvědčení jednu ze tří základních profesí:
- Jediský ochránce (Jedi Guardian) – specializoval se na boj
- Jediský strážce (Jedi Sentinel) – preferoval boj i diplomacii podle situace
- Jediský konzul (Jedi Consular) – zaměřoval se na poznání Síly a diplomacii

Během válečného konfliktu přijímali Jediové i tyto profese:
- Komandér – byli jimi Jediové i padawani
- Generál – jediský generální štáb tvořilo dvacet Jediů, z toho deset bylo členů Rady Jediů.

Rytíři Jedi se ve formě samostudia učili manipulovat s okolím a ostatními osobami, popřípadě studovali nějaké netradiční formy užívání Síly. V této fázi Jediové obvykle pocítí potřebu předat vše, co znají, někomu mladšímu, nebo potřebují pro své mise partnera. V chrámu se tedy jako diváci účastnili turnaje potenciálních padawanů, z nichž si vybírali.

#### Mistr Jedi
Mistr je nejvyšší možná „hodnost“ v řádu Jedi a také je nejméně početná. Titul dostali jen ti, kteří prokázali hluboké znalosti v Síle nebo v boji se světelným mečem např. tím, že vycvičili množství padawanů, z nichž všichni uspěli v rytířských zkouškách, nebo příkladně sloužili Republice nad rámec svých standardních povinností. V extrémních případech se Jedi povýšil na mistra sám, jako např. Luke Skywalker, když jakožto poslední žijící Jedi zakládal novou akademii na Yavinu.
Pro mnoho Jediů byl tento titul nedostupnou metou, neboť podmínky pro udělení byly velmi přísné, zvládli je splnit pouze ti, kteří se zdokonalili ve všech směrech. V historii však existovali i relativně velmi mladí mistři, kteří zvládli titul získat ještě vůbec před dokončením výcviku svého prvního padawana. Příkladem může být mistr Obi-Wan Kenobi.
Vlastnění tohoto titulu bylo i nutnou podmínkou k tomu, aby mohl Jedi zasednout do Rady. Jedinou výjimkou v historii řádu byl Anakin Skywalker, kterého do Rady na základě svých mimořádných pravomocí dosadil kancléř Palpatine.

#### Mistr řádu
Tento titul měl jeden z dvanácti členů Rady, kterého si její členové zvolili jako svého předsedu. Měl na starosti administrativu související s činností Rady. V době epizody II (22 BBY) tento titul vlastnil Mace Windu, ovšem po bitvě o Geonosis se ho vzdal ve prospěch velmistra Yody, aby se mohl aktivněji účastnit bojů. Krom tohoto případu s Winduem bylo v dějinách řádu obvyklé, že tento titul vlastnil právě velmistr.

#### Velmistr Jedi
Velmistr je titul pro hlavu celého řádu Jedi. Je volen všemi ostatními rytíři a do funkce uváděn zbylými členy Rady. Jedná se o nejlepšího, nejmoudřejšího a nejcharizmatičtějšího Jedie v celé generaci řádu. Zpravidla vykonává i funkci Mistra řádu (předsedy Rady). Ve filmové sérii je velmistrem Yoda.

## Historie řádu

### Vzestup a pád řádu Je'daii
Řád Jedi byl založený 25 783 let BBY. Předchůdcem byl řád Je'daii, jehož zakladatelé byli v roce 36 453 BBY naloděni na záhadné vesmírné lodě Tho Yor a dopraveni na Tython v jádru galaxie (První migrace). Zde kromě filosofie a teologie studovali Sílu, v níž objevili světlou a temnou stranu. Mezi zakládající rasy patřili Catharové, Devaroniani, lidé, Mirialani, Noghriové, Selkathi, Sithové, Talidové, Twi'lekové, Wookijové a Zabrakové, kteří vybudovali vyspělé společenství Je'daiiů, čerpající moc z obou stran Síly. Je'daiiové se drželi v rovnováze na úzké hraně mezi světlem a temnotou a odchýlení se z ní bylo velkým přestupkem, který trestala celá planeta katastrofálními rozmary počasí. Tython byla totiž nebezpečná planeta, zvláště pro ty, kteří Silou nevládli.
Po dvou tisících letech však byli na Sílu slabí potomci Je'daiiů natolik početní, že je jejich silnější bratři nedokázali před katastrofami nadále chránit, proto je vykázali na okolní obyvatelné planety soustavy (druhá migrace). Tam pak někteří Je'daiiové působili jako diplomaté při řešení svárů mezi státy, jež se tam zformovaly, a prováděli nábor, pokud tam objevili někoho talentovaného. Společnost takto fungovala po dalších 9 000 let.
Jenže kolem roku 25 793 BBY do osudu Je'daiiů promluvili Rakatové a jejich Nekonečné impérium, fungující na bázi temné strany Síly. Na Tython havaroval Xesh (lidský otrok rakatů, vycvičený v temné straně), jenž hledal bájný svět spojený se Sílou uvnitř jádra galaxie. Konfrontoval tři je'daiie svým Silomečem (angl. Forcesaber – rakatská obdoba světelného meče, vyrobená jinou technologií) a svou přítomností vyvolal nadmíru masivní bouři s mnoha oběťmi, jež nebyla na planetě viděna tisíciletí. Nakonec byl poražen mistry Je'daii a postaven před soud. Byl vypovězen na měsíc Bogan jako všichni, kteří se vychýlili z neutrální strany Síly k temné. A to navzdory protestům některých, že v životě nic jiného nepoznal, a chtěli ho přecvičit na Je'daiie. Tato událost byla jedna z mnohých, které vedly nakonec k rozštěpení řádu na dvě frakce: „Jedie“ a „pravé temné syny Tythonu“.
Následujících deset let vedly tyto frakce krvavé Silové války, přičemž temní utvořili legie jezdců, obsadili jeden z chrámů a připravovali útok na zbytek řádu. I ten již opustil pradávné principy a zvolil si světlou stranu Síly. Temná strana byla ve válce poražena, ale za cenu globálními katastrofami zdevastovaného Tythonu. Z řádu Je'daii zůstala jen hrstka přeživší frakce bojovníků za světlou stranu (Jediové). Ti po skončení bojů poznali děsivé následky účinků temné strany na těle i duši, takže se rozhodli nevrátit ke starému učení o rovnováze mezi světlem a temnotou. Na troskách starého řádu založili na Tythonu v roce 25 783 BBY řád Jedi, jenž studuje a užívá pouze světlou stranu Síly. Z důvodu charakteru planety reagovat na vychýlení balancu Síly bylo ihned rozhodnuto ji navždy opustit.

### Akademie na Ossusu
Exodus z Tythonu trval pro technickou nevyspělost lodí několik staletí. Jediové si vybrali k přesídlení neprobádaný divoký vesmír (nyní vnější pás), kde by se ukryli před Nekonečným impériem, než by byli připraveni mu čelit. Kolem roku 25 000 BBY nalezli planetu podobnou Tythonu, kterou pojmenovali Ossus, a usadili se na ní. Přibližně v tutéž dobu dorazili na Ossus i první prospektoři z nově vzniklé Republiky, od nichž se dozvěděli, že již žádní Rakatové nejsou. Přes počáteční váhání navázali s Republikou diplomatické styky. Když se seznámili s její ideou, vstoupili v roce 24 953 BBY do ní a zavázali se ochraňovat ji. V Republice vyhledali ostatní kulty zkoumající Sílu a přivedli jejich členy na Ossus, aby je zasvětili do učení Jediů, což po katastrofě na Tythonu urychlilo obnovu řádu. Ne vždy se asimilace ostatních kultů zdařila a výsledkem byl rozkol, který vešel do dějin jako První velké schizma.

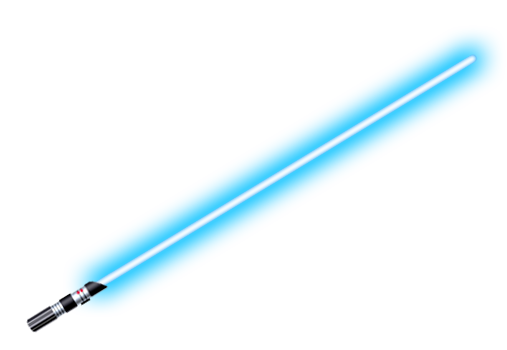
Světelný meč, symbol řádu Jedi

Na Ossusu dále zkoumali je'daiiské artefakty, které s sebou pobrali z Tythonu, a také artefakty po Xeshovi. Nejvíce je zaujal jeho "Silomeč", který se stal předlohou pro novou posvátnou zbraň Jediů, světelný meč. Jeho vývoj však trval ještě dalších 15 tisíc let a do té doby používali nadále obyčejné meče. V galaxii mezitím působili jako mírotvorci a pomáhali řešit spory mezi jednotlivými světy či sektory, ale odmítali se účastnit válek, jež Republika vedla ze zištných důvodů.
V roce 11 987 BBY však došlo k převratu, když byl Nejvyšší kancléř Pers'lya zavražděn příslušníky radikální sekty Pius Dea a dosadili na jeho místo svého člena. Nový nejvyšší kancléř Contispex I. nastolil tisíc let trvající brutální teokratickou diktaturu, která galaxii pustošila křížovými výpravami na světy ne-lidí. Řád Jedi tuto agresivní politiku veřejně odsoudil a v roce 11 933 BBY vypověděl Republice všechny dohody, vyhlásil nezávislost Ossusu a stáhl z misí všechny rytíře. Po celou éru Pius Dea probíhaly vášnivé diskuze s Radou, jež odmítala zasahovat do dění, aby nevypukla otevřená válka mezi Jedii a Republikou. Většina Jediů s tímto přístupem souhlasila, ale někteří přesto bojovali proti sektě na vlastní pěst. Kolem roku 11 100 BBY přiletěla na Ossus Caamasijská delegace, aby Jedie přiměla k zásahu proti Pius Dea. Jediové postupně infiltrovali sektu a rozkládali ji zevnitř. Pak se v roce 10 966 BBY tajně spojili s Úřadem pro Lodě a Služby, který nainstaloval zavirovaný navigační software do „katedrálních“ křižníků a vyřadili je ze hry. Oslabenou flotilu pak nalákali do bitvy o Uquine, kde ji po boku Huttů, Caamasijů a dalších dorazili. Během bitvy provedli Jediové výsadek na republikovou vlajkovou loď, kde zatknuli Nejvyššího kancléře Contispexe XIX. Na Caamasu ho postavili před soud a uvěznili. Novým kancléřem se stal velmistr Biel Ductavis, jenž zahájil dvoutisíciletou éru obnovy galaxie a usmíření ras po pius-deaské hrůzovládě.
V roce 7 003 BBY došlo k druhému velkému schizmatu, když povstali temní Jediové. Nastala série konfliktů zvaná Stoletá temnota, kdy došlo k úpadku řádu a vyhnání padlých temných Jediů z prostoru Republiky. Ti nalezli na okraji známé galaxie planetu Korriban, obývanou Sithy, pro které se stali bohy. Od té doby si tito temní Jediové sami říkali Sithové a až do své smrti všem vládl Temný Pán ze Sithu. V roce 5 000 BBY se náhle vrátili do Republiky a vypukla Velká hyperprostorová válka, kterou rytíři Jedi pro Republiku vyhráli, ovšem za cenu ohromných ztrát a nešťastného sithského holocaustu. Jediové se domnívali, že byli Sithové vyhubeni, ale nestalo se tak. Přeživší praví Sithové v Neznámých regionech galaxie pozvolna obnovovali svou civilizaci a přísahali Republice krutou pomstu.

### Přesun na Coruscant
O 1000 let později vypukla série nejničivějších válek v historii. Během 50 let se galaxií prohnala nejprve Velká sithská válka, v níž podstatná část řádu propadla temné straně díky Exaru Kunovi. Akademie na Ossusu byla zničena a spolu s ní se nenávratně ztratila podstatná část jediského učení. Jediové v této krizi našli útočiště v právě dokončeném chrámu na Coruscantu, ale o 20 let později zaútočili Mandaloriané, proti nimž řád nechtěl zasahovat, neboť se z války s Exarem Kunem a ze ztráty Ossusu ještě nevzpamatoval. Mnozí rozhodnutí Rady nerespektovali a odešli bojovat. Velel jim Revan a Malak. Oba sice přinesli vítězství, ale nakonec Republiku sami napadli jakožto Sithští lordi a rozpoutali destruktivní jediskou občanskou válku. Po ní byl řád hluboce otřesen, neboť zbyla jen necelá stovka členů a ti začali zpochybňovat své vlastní učení. Revan pak začal hledat své ztracené vzpomínky a spolu s ním začal mizet i ten zbytek Jediů. Nastal totiž temný konflikt vedoucí k vyhlazení řádu, za nímž stál tzv. Sithský Triumvirát. Řád však přežil díky Vypovězené, jež shromáždila novou generaci Jediů, nezkaženou minulými chybami.
Řád Jedi byl kolem roku 3 650 BBY schopen i díky Revanovým kontroverzním činům čelit hrozbě obnoveného Impéria, jemuž vládli Sithové přeživší Velkou hyperprostorovou válku. Konflikt vedl k rozdělení galaxie a "Studené válce", během níž se řád nakrátko vrátil na Tython. Sithové byli nakonec i tentokrát poraženi. Dalším konfliktům Jediové čelili v letech 2-1 000 let BBY, kdy řád působil dost militantně a ovládal nejvyšší úřady, včetně kanceláře Nejvyššího kancléře. Během té doby totiž Republika existovala jen jako Coruscant a okolí a zbytek galaxie byl pod vládou Sithů, jejichž další "definitivní" porážka přišla po památné sedmé bitvě o Ruusan, která odstartovala dalekosáhlé změny.

### Od Ruusanské reformy až po rozkaz 66
Nový Nejvyšší kancléř Tarsus Valorum odstavil v roce 1000 BBY svými dekrety Jedie od moci nad Republikou a podřídil jejich činnost senátní kontrole. Řád Jedi také zpřísnil výklad svého kodexu a zakázal přijímat ke studiu dospělé a starší děti, a přísně zakázal rytířům sňatky. Ty sice byly zakázané i dříve, ale nyní bylo dodržování pravidel důsledné, aby v budoucnu nevzniklo žádné nové bratrstvo Sithů, o nichž se opět domnívali, že byli definitivně poraženi.
Mýlili se. Darth Tenebrous se svým mistrem otevřeli o 800 let později ránu v Síle, aby posílili temnou stranu a nastartovali velký plán Darth Banea, jediného přeživšího Sitha z ruusanské sedmé bitvy. V roce 32 BBY pak do chrámu Jediů přivedl mistr Qui-Gon Jinn mladého Anakina Skywalkera, o němž byl přesvědčen, že je vyvoleným, který nastolí rovnováhu v Síle. Také přinesl znepokojivou zprávu o návratu Sithů, ale netušili, že se jim podařilo infiltrovat nejvyšší místa Republiky. Nejvyšší kancléř Palpatine byl totiž sithský lord, po němž Jediové neúspěšně 13 let pátrali, a ovládal jak Republiku, tak její nepřátele, separatisty. To vše proto, aby vyhladil Jedie a pomstil se za porážku Sithů u Ruusanu, a aby ovládl galaxii. Zrežíroval Klonové války, na jejichž konci se svému neformálnímu žákovi Anakinovi Skywalkerovi, jehož celá léta nahlodával na temnou stranu Síly, představil jako Temný pán ze Sithu. Přesně podle jeho plánu pak Anakin informoval mistry Jedie, kteří se pokusili kancléře zatknout. Do toho měl Anakin také zasáhnout a zpečetit svůj definitivní pád. Přijal jméno Darth Vader a spolu s Palpatinem se pustili do čistky, známé jako Rozkaz 66.
Většina Jediů na bojištích při výkonu rozkazu klonovými vojáky zahynula a téměř všichni Jediové přítomní v chrámu zahynuli rukou Vadera. Několik jich však přežilo a Obi-Wan úspěšně konfrontoval svého žáka, nyní Vadera, na Mustafaru, zatímco mistr Yoda neuspěl na Coruscantu proti císaři Palpatinovi, který mezitím vyhlásil Impérium. Oba se pak ukryli, aby se vrátili na scénu ve vhodnou chvíli, až Anakinovy děti z tajného svazku dospějí a budou připraveny. Ostatní přeživší Jediové byli postupně několik let nemilosrdně loveni Vaderem a jeho 501. legií.

### Nový řád Jedi
Mistr Kenobi i Yoda pak o 19 až 22 let později cvičili Luka Skywalkera v Síle jakožto (před) poslední naději. Lukovi se povedlo Vadera nakonec porazit v boji a uspěl i proti snahám Palpatina svést ho na temnou stranu. Rozzuřený Palpatine chtěl Luka umučit blesky temné strany Síly, ale podcenil situaci. Vader se nedokázal dívat na smrt svého syna a Palpatina zabil, čímž naplnil proroctví o obnovení rovnováhy v Síle. Sám potom zemřel. (V dalších dílech (Star Wars 6-9) se, ale Palpatine znova objeví i s novým učedníkem Kylo Renem (Benem Solo). Ale Rey (jeho vnučka) ho v 9. díle zabije.)
Luke Skywalker se pak v letech po bitvě o Endor a po obnovení Republiky pustil do obnovení řádu Jedi. Začínal prakticky od nuly, neboť se dochovalo málo artefaktů starého řádu. Přidělil si titul mistra a vyhledal několik v Síle schopných jedinců a založil na Yavinu 4 jediské praxeum. Jak získával více a více informací o starém řádu, tak průběžně aktualizoval své učební metody. Tito noví Jediové ochraňovali Novou Republiku nejen před zbytky Impéria, ale i před invazí Yuuzhan Vongů.
Nový řád Jedi se od starého lišil v mnoha věcech. Jediové opět směli mít rodiny (sám Luke Skywalker se oženil s Marou Jade a měl syna) a byli přijímáni i dospělí zájemci o studium Síly.

## Náboženství v reálném světě
K náboženství Jedi se hlásí i mnoho reálných lidí. V České republice bylo při Sčítání lidu, domů a bytů 2011 předběžně sečteno 15 070 osob hlásících se, jak sám Český statistický úřad uvádí, „k morálním hodnotám rytířů Jedi z filmové ságy Hvězdných válek“. Při sčítání lidu v roce 2021 stoupl počet osob hlásících se k tomuto náboženství na více než 21 tisíc.